# Ai Se Eu Te Pego
"Ai SE Eu Te Pego!" apărut în 2008 este un cântec brazilian scris de Sharon Acioly și Dyggs Antonio, și interpretat de Os Meninos de Seu Zeh. Acesta a fost înregistrat de trupa braziliană Cangaia de Jegue și apoi acoperite de multe alte trupe regionale braziliene, cum ar fi Garota Safada, Arreio de Ouro, Estakazero, Sacode Forró și Rodada Saia. În 2011, melodia a fost relansată de cantărețul brazilian Michel Teló devenind un hit internațional.
Ai SE Eu Te Pego  ajunge cea mai ascultată în Flandra și Valonia ,Belgia, Olanda, Elveția, Franța, Austria, Germania, Polonia, România și Italia.